# Philippe Couillard
Philippe Couillard (Mont-real, 26 de juny de 1957) és una polític quebequès, membre del Partit Liberal del Quebec, que és, des del 23 d'abril de 2014, primer ministre del Quebec

## Biografia
Couillard nasqué en 1957, fill d'un pare canadenc, Joseph Alfred Jean Pierre Couillard de Lespinay, professor emèrit de biologia de la Universitat de Mont-real, i d'una mare francesa, Hélène Yvonne Pardé. És per aquestes circumstàncies que té nacionalitat canadenca i francesa alhora.
El seu pare era liberal, mentre que la seva mare hauria tingut, temps ha, simpaties pel sobiranisme. Couillard est el major de tres germans i afirma haver heretat, durant una infància feliç, moltes passions, recerces intel·lectuals, curiostiat i coneixements per part dels seus pares.
Havent acabat els estudis secundaris al Collège Stanilas de Mont-real, centre escolar membre de la xarxa de liceus francesos a l'estranger, Philippe Couillard entre a la Facultat de Medicina de la Universitat de Mont-real als setze anys. En 1979, quan en tenia vint-i-dos, obté un doctorat en Medicina i anys més tard, en 1985, obté el certificat d'especialista en neurocirurgia.
Casat amb Suzanne Pilote en segones núpcies, Couillard és pare de tres fills.

## Carrera professional
Neurocirurgià consultor a l'Hospital Saint-Luc de Mont-real, de 1989 a 1992, és el cap de servei de neurocirurgia i l'encarregat d'ensenyament a la Facultat de Medicina de la Universitat de Mont-real. De 1992 a 1996, participa en la fundació d'un servei de neurocirurgia a Dharan (Aràbia Saudita). De 1996 a 2003, imparteix docència a la Facultat de Medicina de la Universitat de Sherbrooke. També és cap del departament de cirurgia del Centre Hospitalari Universitat de Sherbrooke, de 2000 a 2003.

## Carrera política
L'any 2003, Philippe Couillard és elegit diputat de la circumscripció anglòfona de Mont-Royal pel PLQ. A partir d'aleshores, actua de Ministre de Salut i Serveis Socials a differents governs de Jean Charest.
Després de la desfeta de Jean Charest a les eleccions quebequeses de 2012, presnta candidatura a liderar el Partit Liberal del Quebec, del qual és elegit líder el 2013.
En 2014, Pauline Marois, llavors primera ministra del Quebec, convoca eleccions anticipades, creient-se que obtindria la majoria absoluta. Couillard s'hi presenta i guanya aquestes eleccions amb 70 escons de 125, és a dir, amb majoria absoluta. En conseqüència, el 23 d'abril de 2014 és investit com a primer ministre.